# San Cristóbal Amoltepec
San Cristóbal Amoltepec là một đô thị thuộc bang Oaxaca, México. Năm 2005, dân số của đô thị này là 1179 người.